# Ahmed Al-Ahmed
Ahmed Al-Ahmed (født 11. juli 1960) er en kuwaitisk fægter som deltog i de olympiske lege 1984 og 1980 i den individuelle konkurrence i fleuret for mænd.